# لوک مرندا
لوک مرندا (فرانسوی: Luc Merenda‎؛ زادهٔ ۳ سپتامبر ۱۹۴۳) بازیگر و مدل اهل فرانسه است.
از فیلم‌هایی که وی در آن نقش داشته‌است، می‌توان به ای پادشاه، جان‌سخت، آفتاب سرخ، لو مان، عسل، مسافرخانه: قسمت ۲، تنه، اکشن، کاخ فرشتگان، میلان می‌لرزد: پلیس به‌دنبال عدالت، افکار شیطانی، فضول، شهر قمار، اقدام بی‌سروصدا و تعقیب مرگبار اشاره کرد.